# Woman's World (Katy Perry)
Woman's World è un singolo della cantante statunitense Katy Perry, pubblicato l'11 luglio 2024 come primo estratto dal settimo album in studio 143.

## Antefatti e promozione
Successivamente alla pubblicazione del sesto album in studio Smile (2020), Katy Perry ha preso una pausa discografica, coincisa con la nascita della primogenita Daisy Dove, avuta con Orlando Bloom. Dal 2021 al 2024 ha proseguito la propria attività come giudice nel programma televisivo American Idol e pubblicando nel 2021 il singolo Electric e la collaborazione When I'm Gone con Alesso.
Il 17 giugno 2024 la Perry ha postato sui social media un teaser di quindici secondi in cui canta in playback una canzone, e rivelato l'immagine di copertina del relativo singolo previsto per l'11 luglio 2024. Successivamente alla presentazione della nuova collezione di Balenciaga, Perry ha indossato un abito con uno strascico su cui era stato riportato il testo della canzone dal titolo Woman's World.

## Descrizione
Perry ha scritto la canzone insieme a Chloe Angelides e ai produttori Aaron Joseph, Lukasz Gottwald, Rocco Did It Again! e Vaughn Oliver.

## Accoglienza
Woman's World ha ricevuto recensioni negative da parte dei critici musicali. Em Casalena di American Songwriter si è chiesto se fosse stata utilizzata l'intelligenza artificiale nel processo di scrittura del singolo dopo averne ascoltato l'anteprima, scrivendo che «sembra che stia semplicemente facendo un passo indietro verso una vecchia formula di bubblegum pop che ha funzionato per lei in passato. Testi meno complessi, un ritmo costante, ecc». Mary Siroky di Consequence ha concordato, affermando che «la canzone è semplicemente brutta e il video musicale è peggio», sottolineando «l'ironia nera di creare una canzone sull'emancipazione femminile» proprio con Dr. Luke. Alexa Camp di Slant Magazine ne ha criticato il testo, definendolo «pieno di dichiarazioni pseudo-ispiratrici inefficaci». Secondo Justin Curto di Vulture, la canzone «è bloccata in un vago femminismo di empowerment, che poteva funzionare nel 2014 ma non nel 2024». William Hughes di The A.V. Club ha descritto la canzone come «un putt piuttosto diretto, che spara banalità su alcuni riff di synth piuttosto basilari». Laura Snapes di The Guardian ha dato al brano una stella su cinque, definendola «spazzatura […] mi ha fatto sentire più stupida ogni volta che l'ascoltavo». Shaad D'Souza di Pitchfork ha definito il brano «incredibilmente insipido» e «troppo scoraggiante per essere persino avvicinato al genere camp», giudicando ipocrita il coinvolgimento di Dr. Luke in una canzone con un messaggio apparentemente femminista. Alim Kheraj di Dazed ha ritenuto che Woman's World fosse riduttiva, «creativamente fallimentare», e «tanto incoraggiante quanto una pubblicità di Vagisil», ipotizzando che «l'unico obiettivo della canzone fosse quello di sincronizzarsi con RuPaul's Drag Race e di generare commenti del tipo "you ate" da parte dei gay bianchi che vivono a West Hollywood».
Al contrario Entertainment Tonight ha innalzato «Woman’s World come un inno alla autodeterminazione delle donne, che la forza vocale die Katy Perry mette in evidenza.»
Erica Gonzalez ha scritto per Elle che la canzone «esplode di energia dance-pop» e che ciò «ricorda le hits di Katy Perry degli anni 2000.»
Sul The New York Times il critico Jon Pareles definisce Woman's World come un suono epico «pieno di ritmo a base di sintetizzatore, con vibrazioni positive e di un testo che afferma ciò che è ovvio con un suono euforizzante.»
Hugh McIntyre di Forbes loda la canzone come «fulminea bomba da Top-ten.»

## Successo commerciale
Woman's World ha esordito al numero 63 delle US Billboard Hot 100, uscendo dalla classifica la settimana seguente.
A livello internationale, la canzone è arrivata al numero 77 della Canadian Hot 100, numero 47 della UK singles chart, e numero 163 in Francia, e in top ten in Croazia, Israele e Paraguay. In seguito a queste modeste prestazioni, diversi giornalisti hanno descritto la canzone come un fallito comeback di Katy Perry.

## Video musicale
Il video musicale, diretto da Charlotte Rutherford, è stato reso disponibile in concomitanza con l'uscita del brano attraverso il canale YouTube dell'interprete. Il video vede Perry vestita dall'icona culturale statunitense Rosie la Rivettatrice.

## Classifiche
| Classifica (2024) | Posizione massima |
| ----------------- | ----------------- |
| Canada            | 77                |
| Belgio (Fiandre)  | 35                |
| Estonia           | 22                |
| Francia           | 163               |
| Irlanda           | 65                |
| Portogallo        | 199               |
| Regno Unito       | 47                |
| Stati Uniti       | 63                |